# Теди Лучић
Теди Марк Шиме Лучић (рођен 15. априлa 1973. у Гетеборгу) је бивши шведски фудбалер хрватског порекла који је играо на позицији одбрамбеног играча. Тренутно је тренер шведског Велебита.

## Младе године живота
Лучић се родио 15. априла 1973. у Бископсгардену, предграђу Гетеборга од оца Хрвата Крешимира и мајке Финкиње Анис. Отац Крешимир је такође био фудбалер. Лучићи су често посећивали Хрватску и Финску.

## Каријера
Теди Лучић је своју фудбалску каријеру започео у шведском Линбију 1991. године. У првој сезони одиграо је 63 утакмице и постигао 13 голова. Затим одлази у Вастру одакле након двије сезоне одлази у ФК Гетеборг. 1998. одлази у италијанску Болоњу одакле се након две неуспешне сезоне враћа у Шведску, у АИК Стокхолм. АИК га је посудио Лидсу у сезони 2002/03. Након истека позајмице одлази у Бајер Леверкузен. Након две сезоне враћа се у Шведску, у Хакен. 2008. одлази у Елфсборг где је завршио каријеру 2010.